# Cellarengo
Cellarengo – miejscowość i gmina we Włoszech, w regionie Piemont, w prowincji Asti.
Według danych na styczeń 2009 gminę zamieszkiwało 719 osób przy gęstości zaludnienia 66,5 os./1 km².